# Comptine
Pour un article plus général, voir Chanson enfantine.
 (juillet 2018).
 (janvier 2025).
Une comptine ou formulette est une chanson enfantine permettant de désigner une personne, avec un semblant de hasard, dans un groupe généralement constitué de jeunes enfants.

## La «plouf»

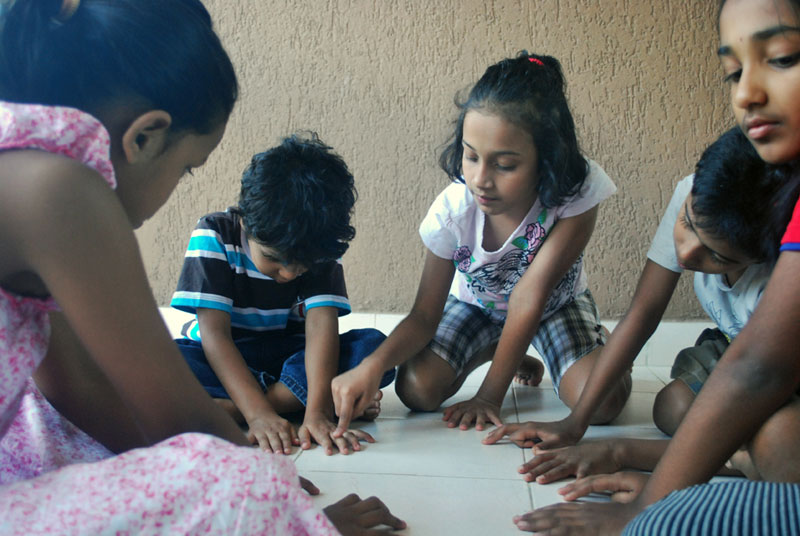
Des enfants jouant en cercle

Dans les pays anglophones, le même processus semble exister avec ip dip doo (en),"Eeny, meeny, miny, moe" et "coconut crack", dans les pays hispanophones avec plom plom plom et avec "e-niki, be-niki" chez les Russes.
« plouf-plouf » (ou « pouf-pouf », ou « ploum-ploum », etc.) permet de choisir un joueur en éliminant successivement tous les autres. Un des participants joue le rôle de meneur. Tous les enfants se mettent en cercle, souvent accroupis, avec un pied au centre de façon que les pointes des chaussures se touchent. Le meneur commence par plouffer, en pointant du doigt deux fois de suite vers le centre du cercle, et en disant « plouf-plouf ». Il chante ensuite une comptine, en pointant du doigt successivement tous les enfants du cercle à chaque temps de la comptine. L'enfant désigné en dernier est éliminé, et le processus recommence avec les participants restants.
Le meneur a un rôle central puisqu'il peut influencer le résultat en changeant la comptine qu'il utilise. Certaines comptines sont d'ailleurs bien connues pour les multiples rebondissements qu'elles peuvent comporter.

### Sans mélodie
- Am stram gram
- Biche, bichon, bichette[1].
- Un, deux, trois, quatre, patate, ma p'tite vache a mal aux pattes, tirons-la par la queue, elle ira bien mieux. Ajout optionnel : Kazi, kaza, ce ne sera pas toi. Variante de la fin :… dans un jour ou deux; bleu, blanc, rouge. (Au Québec)
- Au Québec, il y a aussi la comptine « As-tu déjà monté dans une échelle? ». On pointe du doigt et on change de personne à chaque syllabe. Le dernier pointé répond oui. On recommence avec la phrase : « Quelle couleur était-elle? ». Le dernier pointé donne le nom d'une couleur. Selon la réponse, on épelle le nom de la couleur et on poursuit le décompte avec la phrase : « As-tu cette couleur sur toi? ». La personne touchée répond oui ou non, et on termine avec « Pif, paf, pouf! Tu es clair! ». La dernière personne pointée du doigt est celle choisie ou éliminée selon l'utilisation qu'on fait de ce jeu.
- En Gascogne : Séparation entre l'âne et le cochon pour séparer deux combattants.
- En Poitou et Anjou, ainsi que dans le Finistère, le « plouf plouf » est remplacé par « trou trou ».

### Sur une mélodie n'utilisant que fa, sol et do

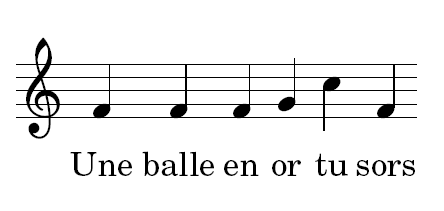
Partition de la mélodie fa -(fa)- sol - do - fa

- Une bague en or c'est toi qui sors (fa, fa, fa, sol, fa, sol, do, fa)
- Une bague en or tu sors (fa, fa, fa, sol, do, fa)
- Une balle en or tu sors (fa, fa, fa, sol, do, fa)
- Une carte en or c'est toi qui sors
- Une boule en or c'est toi qui sors
- Une boule de gomme a dit fout l'camp
- Une allumette prend feu, sur du papier bleu. Pschitt !
- Une allumette qui prend feu ça fait, pschitt, pschitt.
- Un cyprès vert tu perds !
- Pique nique-douille, c'est toi l'andouille, dans un plat de nouilles, à la sauce à la grenouille, mais comme le roi et la reine ne le veulent pas ce ne se-ra pas toi… au bout de trois… un, deux, trois !

### Autres mélodies

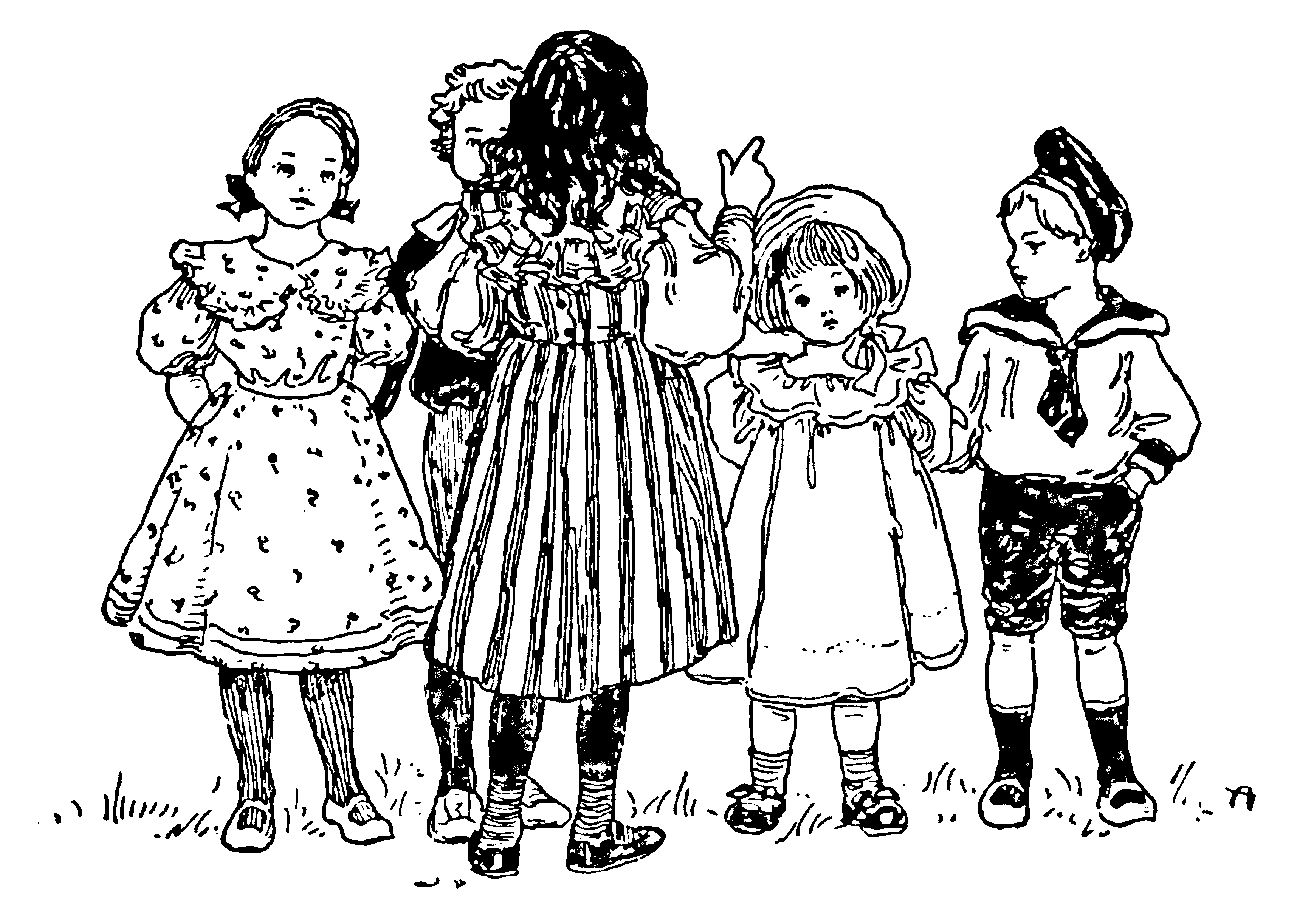
Illustration d'un livre sur les comptines : Eenie, meenie, minie, mo (une formulette anglaise très connue).

- A tran cherine cherane, tran, tu sors ! (mettre le doigt sur une partie du corps),
- Un petit cochon pendu au plafond, tirez-lui la queue, il pondra des œufs (tirez-lui plus fort, il pondra de l'or)
- Je fais de la bouillie pour mes petits cochons : pour un, pour deux, pour trois, pour quatre, pour cinq, pour six, pour sept, pour huit, pour neuf, bœuf ! (un enfant désigné à chaque chiffre). Cette comptine peut être utilisée de façon légèrement différente : chaque participant présente ses deux poings fermés, un poing désigné à chaque chiffre, le neuf est éliminé. Un participant est éliminé lorsque ses deux poings ont été éliminés. La comptine peut commencer par "rognon rognon la queue du cochon"
- Carambar/Malabar tu te barres au bout de trois 1 2 3
- Une vache qui pisse dans un tonneau c'est rigolo mais c'est salaud/pas beau
- Une poule sur un mur, qui picotait du pain dur, picoti, picota, lève la queue et puis s'en va.
- Une étiquette dans une bouteille... La bouteille se casse, l'étiquette s'envole !
- Une oie, deux oies, trois oies, quatre oies, cinq oies, six oies, c'est toi[2] !
- Sardine à l'huile que fais-tu là rachichi, rachacha, sardine à l'huile que fais-tu là, le chat n'est pas là !
- Une puce, un pou assis sur un tabouret jouaient aux cartes la puce perdait. La puce en colère attrapa le pou le flanqua par terre lui tordit le cou. Madame la puce qu'avez-vous fait là ? J'ai commis un crime, un assassinat.
- Un verre de vin, ça fait du bien, dans le gosier.
- Scoubidou est malade, je l'emmène à l'hôpital, l'hôpital est fermé, Scoubidou va craquer/crever. Au bout de trois, 1, 2, 3.

On peut rallonger une comptine avec :
- Mais comme la reine et le roi ne le veulent pas, ce sera toi !

## A-la-déli-délo
Les enfants sont en cercle avec leur main tendue à plat vers le centre, toutes les mains sont empilées. Le meneur chante la comptine, et à la fin les joueurs lèvent ou baissent le bras : ceux qui se trouvent du côté où ils sont les moins nombreux sont éliminés, et les participants restants recommencent. Cette formulette ne marche plus quand il n'y a que deux joueurs : on termine la sélection avec une méthode Bleu-blanc-rouge : le groupe choisit en secret une couleur (bleu, blanc ou rouge), et les deux joueurs restants doivent la deviner. Celui qui trouve a gagné. Une variante possible est qu'un autre joueur, qu'on appelle couramment "main blanche", rejoue "pour départager", sans être éliminé à nouveau.
Les joueurs dont les mains sont vers le milieu ont plus de pouvoir pour faire pencher la balance d'un côté ou de l'autre.

## Chou-fleur
Cette méthode permet de départager deux enfants. ils se positionnent debout, face à face, à une certaine distance. Ils avancent ensuite l'un vers l'autre en posant un pied devant l'autre, le talon touchant la pointe, et en énonçant les mots « chou » et « fleur » chacun son tour. Lorsque les deux joueurs sont assez proches, la pointe du pied de l'un d'eux écrase le pied de l'autre : il a alors gagné.
Des variantes autorisent le positionnement d'un pied en travers (pour qu'il soit moins long) ou d'avancer sur la pointe des pieds.